# ゴードン・パークス

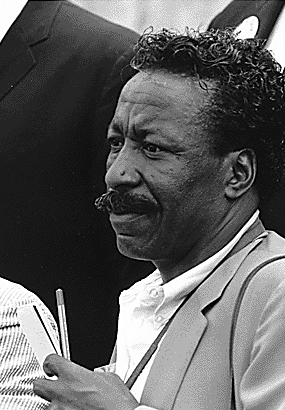
ゴードン・パークス ワシントン大行進、1963年

ゴードン・ロジャー・アレクサンダー・ブキャナン・パークス（Gordon Roger Alexander Buchannan Parks, 1912年11月30日 – 2006年3月7日）はアメリカの写真家、ミュージシャン、詩人、小説家、ジャーナリストで映画監督。彼は、ライフ誌での彼の写真エッセイと1971年の映画『黒いジャガー』の監督として最も記憶されている。

## 若年期

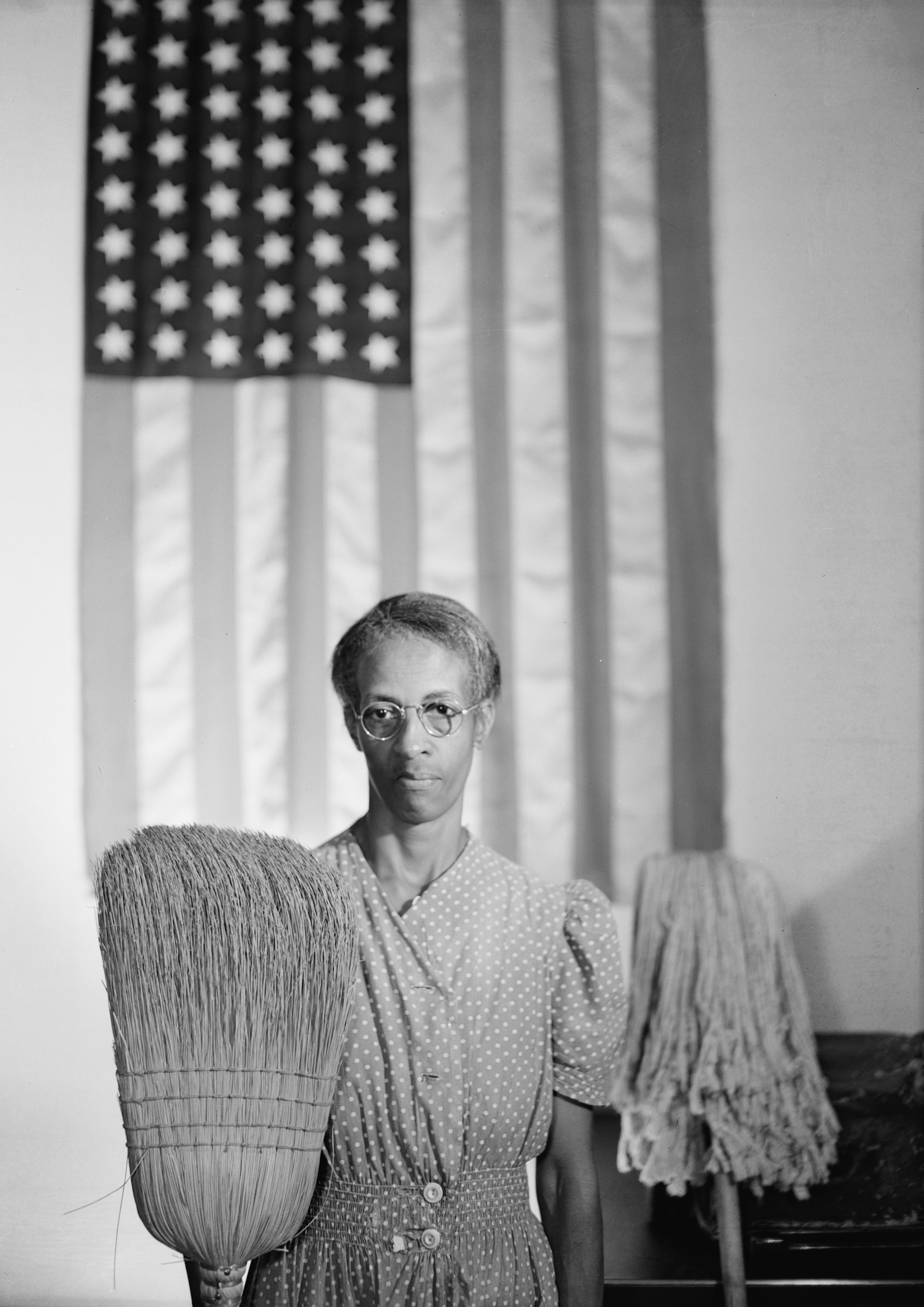
『アメリカン・ゴシック (エラ・ワトソン)』グラント・ウッドの同名の絵画のパロディ

パークスは人種分離されたカンザス州フォートスコットの貧しいアフリカ系アメリカ人の家庭の15人兄弟の末っ子として生まれた。父ジャクソン・パークスは農夫で、トウモロコシ、テーブルビート、カブ、ジャガイモ、カラードグリーン、トマトを栽培し、少数のニワトリ、アヒル、ブタを飼育していた。熱心なメソジストであった母サラ（旧姓ロス）は、彼の人生に大きく影響を与え、彼女の息子が彼が黒人に生まれたことを口実として失敗を正当化するのを許さず、自信と大志と重労働の能力を彼に教え込んだ。
パークスが15歳の時、母が死亡し、彼は結婚した姉と同居するためミネソタ州セントポールに移住した。彼は義理の兄とウマが合わず、数週間以内に追い出された。彼は路面電車で眠り、ビリヤード場をうろついて、売春宿でピアノを弾き、白人専用のクラブで雑用係として働き、豪華列車で給仕をした。
パークスは後にコメントした。「私の母親は、私が黒人であるために何かを達成しないことについて不平を言わせなかった。彼女の態度は、『白人の少年がそれをできるなら、あなたもそれができる。そしてそれ以上のことをするまで帰って来てはいけません』というものだった」。

## 写真家としての経歴

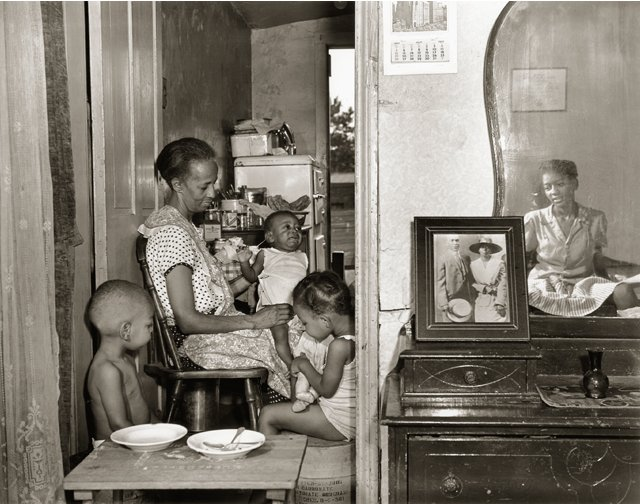
エラ・ワトソンと彼女の家族。パークスの後のFSAの写真の一枚

1938年、パークスは、雑誌で出稼ぎ労働者の写真を見て強い印象を受け、最初のカメラ、フォクトレンダー・ブリリアントを質屋で7ドル50セントで買った。パークスの最初のフィルムを現像した写真店の受付は、彼の仕事を称賛し、セントポールにあるフランク・マーフィーの婦人衣料店でファッションの写真を撮るよう勧めた。パークスはひとつを除いてすべてのフレームを2倍露光していたが、そのショットが、ヘビー級ボクシングのチャンピオンのジョー・ルイスの上品な妻、マーヴァ・ルイスの目にとまった。彼女はパークスにシカゴへ移るように励まし、そこで彼は社交界の女性の肖像写真の仕事を始めた。
その数年間にわたって、フリーランスの肖像写真とファッションのカメラマンの副業を進展させながら、パークスは仕事をさまざまに変えた。彼はシカゴのサウスサイドの黒人のゲットーを記録にとどめ始め、1941年にそれらの写真の展示がパークスにFSAプロジェクトからの奨学金をもたらした。ワシントンD.C.に移ったパークスはロイ・ストライカーの下で見習いとして働き、パークスは彼の最もよく知られている写真の1つ、『アメリカン・ゴシック、ワシントンD.C.』（グラント・ウッドの絵画『アメリカン・ゴシック』にちなんで名付けられた）を撮った。この写真は星条旗の正面で片手にほうきを持ち背景にモップを入れて硬直して立っている、FSAビルで清掃係として働いた黒人女性のエラ・ワトソンの肖像である。パークスはワシントンD.C.に到着した後、レストランや店で繰り返された人種差別に遭遇した後にこの写真を撮る発想を得た。
これを見たストライカーは、この写真はアメリカへの告発であり、これのせいで彼の下で働く他の写真家すべてがクビになるかも知れないと言った。しかし彼はパークスにワトソンの写真を撮り続けるよう促し、それは彼女の日常を切り取った一連の写真に通じた。パークス自身は後に、『アメリカン・ゴシック、ワシントンD.C.』はあからさまでやり過ぎだったと言った。それにもかかわらず、他の解説者は、この作品は論争的な本質と、被写体の犠牲者と生存者という両義性から力を得ていると言い、彼のその後のワトソンの写真よりもはるかに多くの人々に影響したと主張してきた。
FSAが解散した後、パークスは戦争情報局の通信員としてワシントンに残ったが、偏見にうんざりするようになり1944年に辞職した。パークスはハーレムに移り、ヴォーグ誌のフリーランスのファッション・カメラマンになった。彼は後にストライカーを追って、小さな町と工業中心地の写真を撮る写真家を選任したスタンダード・オイル写真プロジェクトに参加した。パークスのこの時期の最も印象的な作品には、「Dinner Time at Mr. Hercules Brown's Home, Somerville, Maine」（1944年）、「Grease Plant Worker, Pittsburgh, Pennsylvania」（1946年）、「Car Loaded with Furniture on Highway」（1945年）、「Ferry Commuters, Staten Island, N.Y.」（1946年）がある。
パークスはファッション界での写真の仕事を新たに探し始めた。当時の人種差別的な態度にもかかわらず、ヴォーグ誌編集者のアレクサンダー・リーバーマンは、イブニングガウンのコレクションを撮るために彼を雇った。パークスはヴォーグ誌で数年間ファッションの写真を撮った。この間、彼は彼の最初の2冊の本、『Flash Photography』（1947年）と『Camera Portraits: Techniques and Principles of Documentary Portraiture』（1948年）を発行した。
ハーレムのギャングの若いリーダーについて書いた1948年の写真エッセイで、パークスはライフ誌専属の写真家兼ライターになることができた。20年間、パークスは、ファッション、スポーツ、ブロードウェイ、貧困、人種分離、そしてマルコムX、ストークリー・カーマイケル、モハメド・アリ、バーブラ・ストライサンドの肖像を含む、写真と記事を制作した。気管支肺炎と栄養不良で死にかけていたフラビオ・ダ・シルバという貧しいブラジル人の少年を書いた1961年の彼の写真エッセイは、少年の命を救い彼の家族に新しい家を買う寄付をもたらした。

## 映画監督としての経歴
1950年代に、パークスは様々なハリウッドの作品でコンサルタントとして仕事をし、後にテレビ局NETから仕事を受け、一連の黒人のゲットーの生活のドキュメンタリーを監督した。
1960年代からパークスは文学に手を広げ、自身の写真を挿入したいくつかの詩集と、全3巻の伝記『The Learning Tree』（1963年）を書いた。
1969年、パークスは自伝小説『The Learning Tree』の映画化で、ハリウッドで最初のメジャーな黒人の監督になった。パークスは映画の音楽の楽譜も制作し、映画脚本を書いた。
1971年のパークス監督、リチャード・ラウンドトゥリー主演の探偵映画、『黒いジャガー』（原題Shaft）は、後にブラックスプロイテーション映画と称される一連の映画を量産した大ヒットになった。超クールな革服をまとった黒人の私立探偵が、ハーレムの詐欺師の誘拐された娘を見つけるために雇われた…というパークスの設定のセンスは『黒いジャガー』で確認された。
1972年には主人公が敵対するギャングの詐欺師の抗争に巻き込まれる続編『黒いジャガー/シャフト旋風』（原題:Shaft's Big Score）を監督した。パークスの他の監督作品には、『The Super Cops』（1974年）、ブルースミュージシャンのレッドベリーの伝記映画『Leadbelly』（1976年）がある。
1980年代、彼はいくつかのテレビ映画と、バレエ『Martin』の音楽と台本を制作した。マーティン・ルーサー・キング・ジュニアに捧げられたこのバレエは、1989年にワシントンD.C.で初演され、1990年のキング牧師の誕生日に全国放送のテレビで放映された。

## 著作と音楽
1981年、パークスはフィクションに転向し、20世紀初頭のニューヨークで社会の荒波の中で回想の序列を苦闘して進むアイルランド系移民を描いた小説、「Shannon」を書き上げた。パークスの著作は小説、詩、自伝、写真撮影の教則本と映画制作の本を含むノンフィクションにおよんだ。パークスは"「The Funeral（葬儀）」という詩も書いた。
独学のピアニストとして、パークスは1953年に「Concerto for Piano and Orchestra」（1953年）と「Tree Symphony」（1967年）を作曲した。1989年、バレエ「Martin」の制作と指揮をし、ジャズのピアニストとしても演奏した。

## 私生活
パークスは結婚と離婚を3度繰り返している。1933年にミネアポリスでサリー・オルヴィスと結婚し、1961年に離婚。1962年にエリザベス・キャンベルと結婚し、1973年に離婚。三人目の妻ジュヌヴィーヴ・ヤング（中国の外交官顧維鈞の継娘）とは1962年にパークスが『The Learning Tree』を執筆していた時、出版社が彼女をパークスの編集者に配属したきっかけで出会い、互いの離婚協議中に関係を深め、1973年に結婚し、1979年に離婚した。長い間、パークスは大富豪でデザイナーのグロリア・ヴァンダービルトと恋愛関係にあった。二人の関係は終生続く深い友情となった。
パークスは4人の子女ゴードン・ジュニア、デヴィッド、レスリー、トニをもうけた。長男 ゴードン・パークス・ジュニアは父譲りの才能を顕し、映画監督となったが、1979年に仕事で滞在中のケニアで、航空機の墜落事故で亡くなった。遺作にスーパーフライがある。5人の孫たちアラン、ゴードン三世、サラ、キャンベル、サッチェルがいる。パークスはマルコムXの頼みで彼の次女クビラ・シャバズの代父となった。
ゴードン・パークスは93歳の時にマンハッタンで癌で他界し、生地フォートスコットに埋葬された。

## 参照
1. ↑  “Gordon Parks Biography (1912-)”.   Filmreference.com. 2010年10月6日閲覧。
2. ↑  Gordon Park, bio Gale Group
3. ↑  Yvonne Shinhoster Lamb. 'Life' Photographer And 'Shaft' Director Broke Color Barriers The Washington Post. 8 March 2006.
4. ↑  Eamonn McCabe (2006年3月10日). “American beauty”. The Guardian (G2):  p. 8
5. ↑  Lawrence W. Levine (Dec. 1992). “The Folklore of Industrial Society: Popular Culture and Its Audiences”. The American Historical Review 97 (5):  1369–99.
6. ↑  Parks, 1990, p. 61
7. ↑  The New York Times. http://partners.nytimes.com/library/magazine/home/20000716mag-relations-vanderbilt.html
8. ↑  Parks, 1990, p. 335

## 関連文献
- Gordon Parks FSA OWI Photos--Library Congress
- Library of Congress Collection, Gordon Parks
- Gordon Parks Collection Photograph and poetry exhibit in Gordon Parks' hometown
- Some of his photography
- A photography prize has been awarded in his name for the last 16 years
- Ordway Theater presents Gordon Parks in the  VocalEssence Witness series
- PBS Newshour, Jan 6, 1998
- Further biographical information can be found at the Thomson/Gale
- Gordon Parks Center
- Photo District News, Legends Online site for Gordon Parks
- Gordon Parks biography and video interview excerpts by The National Visionary Leadership Project
- Gordon Parks Elementary School, a K-12 Kansas City School founded in his honor
- Alternative School in Saint Paul, MN named for Gordon Parks
- Art Directors Club biography, portrait and images of work